# 堂島旧記
堂島旧記（どうじまきゅうき）とは、江戸時代に大坂で栄えた堂島米市場の歴史をまとめたもの。編者・編纂年代は不詳。米商旧記（べいしょうきゅうき）という別名もある。

## 概要
現在伝わるものには2系統あり、いずれも堂島の米仲買であったに由来していることから、それぞれの家の名前を採って「進藤本」「井筒屋本」と呼ばれている。全10巻であるが、明治期には現在散逸してしまった別記3巻が存在していたという。
記述内容は元和元年（1615年）から明治3年（1870年）に及び、元禄10年（1697年）とされる堂島米市場の成立以前の大坂の陣からの再建以後の大坂の米取引の歴史や商業法制などについても記されている。堂島米市場の歴史とともに大坂を舞台とした江戸幕府や諸藩の経済活動や大坂市中の動向なども描かれており、空米相場の仕組や米価の変動など、江戸時代の経済史・社会史研究には欠かせない情報を提供している。大正期に室谷鉄腸が編纂した『浜方記録』と並んで江戸時代の大坂経済および堂島米市場研究の基本史料とされている。